# Mariana Ávila
Mariana Ávila de la Torre (Ciudad de México, México; 15 de abril de 1979) es una actriz mexicana.
Conocida por participar en varias telenovelas de la empresa Televisa entre los años 90 y 2000 como por ejemplo Locura de amor y Clase 406, entre otras más. También actuó en las películas del director Alejandro Gamboa: La primera noche, La segunda noche y La última noche.

## Biografía
Nació el 15 de abril de 1979 en la Ciudad de México, desde pequeña ha estado envuelta en el mundo de la actuación, su inicio lo vio en teatro pero también ha trabajado en cine y televisión.
A los 6 años de edad Mariana integró el elenco de la puesta en escena La pájara azul, desde ese momento ha actuado en obras como Anita la huerfanita, La cenicienta y Vaselina.
En 1998 formó parte del desaparecido grupo juvenil Mamá no lo sabe al lado de Paloma Márquez.
En el 2001 se integró a la telenovela infantil Carita de ángel donde interpretó el personaje de Cassandra.
En 2009 regresa a las telenovelas, con el personaje de la maestra Carmen en la telenovela de Rosy Ocampo, Camaleones.
Ese mismo año realiza un pictoral de desnudo para la revista mexicana H Extremo con concepto deportivo, previamente realizó un desnudo integral para la película El garabato en 2008.

## Filmografía

### Telenovelas
- Educando a Nina (2018) .... Milagros
- Camaleones (2009-2010) .... Carmen Castillo
- Querida enemiga (2008) .... Mónica Gaitán
- Contra viento y marea (2005) .... Zarela Balmaceda Sandoval
- Clap, el lugar de tus sueños (2003-2004) .... Florencia
- Carita de ángel (2000-2001) .... Cassandra Gamboa Campos
- Locura de amor (2000) .... Dafne Hurtado
- Rosalinda (1999) .... Carolina Pérez Romero
- Retrato de familia (1995-1996) .... Mónica

### Series de televisión
- Hotel VIP (2023).... Concursante[1]
- Esta historia me suena (2022)[2]
- Soy famoso, ¡sácame de aqui! (2022).... Ella misma[3]
- Rutas de la vida (2022)... Natalia[4]
- Una familia de diez (2019)... Enfermera, Episodio "Cartas a la bruja"
- Reto 4 elementos (2018)...  "Ella misma"
- Como dice el dicho (2014)... Episodio "En la cama y en la cárcel"
- Lo que la gente cuenta
- Tiempo final (2009)... Sofía
- La rosa de Guadalupe (2008)... Episodio "La fuerza del corazón"
- RBD: la familia (2007) .... Mimí
- Big Brother VIP (2004)
- XHDRBZ (2002)
- Mujer, casos de la vida real (2001/2003)... Varios Episodios
- El club de Gaby (1993)... Mariana

| Año           | Reality                           | Rol                               | Notas         |
| ------------- | --------------------------------- | --------------------------------- | ------------- |
| 2004          | Big Brother VIP 3: Capítulo 2     | Concursante                       | 8.ª eliminada |
| 2018          | Reto 4 elementos: Nada será igual | Concursante del Equipo Actores    | 7.ª eliminada |
| 2022          | Soy Famoso ¡Sácame De Aquí!       | Concursante                       | 3.ª eliminada |
| 2023          | Hotel VIP                         | Concursante                       | 1.ª eliminada |
| 2023-presente | Las Estrellas Bailan En Hoy 5     | Concursante junto a Paulo Quevedo |               |

### Cine
- El Buchón (2012).... Lola
- XXL Extragrande (2010).... Yeni
- El garabato (2008).... María luisa
- Cañitas. Presencia (2007).... Sofía
- Violentos recuerdos (2007).... Marina
- La última noche (2005).... Luzma
- El espejo (2003).... Laura
- La segunda noche (1999).... Susana
- La primera noche (1998).... Mariana